# جبل بورباح
جبل بورباح جبل يقع بولاية جندوبة شمال غربي الجمهورية التونسية، حيث يحده من الجنوب الشرقي مدينة وادي مليز ومن الشمال الشرقي مدينة الطويرف التابعة لولاية الكاف. يبلغ ارتفاعه 728 م.